# 康利 (伊利諾伊州)
康利（英語：Kangley）是位於美國伊利諾伊州拉薩爾縣的一個村落。

## 地理
康利的座標為41°08′48″N 88°52′52″W / 41.14667°N 88.88111°W，而該地最高點為海拔高度191米（即627英尺）。

## 人口
根據2010年美國人口普查的數據，康利的面積為1.20平方千米，當中陸地面積為1.20平方千米，而水域面積為0.00平方千米。當地共有人口251人，而人口密度為每平方千米209人。